# Asaeli Tuivuaka

a Compétitions nationales et continentales officielles uniquement.

b Matchs officiels uniquement.
Dernière mise à jour le 19 avril 2025.
Asaeli Tuivuaka, né le 22 décembre 1995, est un joueur fidjien de rugby à sept et de rugby à XV, évoluant principalement au poste d'ailier.

## Biographie
En 2017, il est recruté par l'équipe des Fijian Drua pour disputer le National Rugby Championship.
Il fait ses débuts internationaux en rugby à sept avec les Fidji en 2019, et est dans l'équipe victorieuse des Fidji pour l'épreuve de rugby à sept des Jeux olympiques d'été de 2020,.
En 2021 il rejoint l'équipe italienne des Zebre de Parme.
En 2022, il s'engage avec le Racing 92 en Top 14 pour un contrat de deux saisons.
Courant juin 2023, il est annoncé qu'il rejoint le club du CA Brive évoluant en Pro D2 à partir de la saison 2023-2024.

## Vie privée
Son oncle Setefano Cakau a été capitaine de l'équipe des Fidji de rugby à sept.
Son frère Mario Senimoli a joué au rugby à sept pour le Tabadamu Rugby Club des Fidji mais est décédé sur le terrain à l'entraînement en 2011.

## Palmarès
- 2021 : Vainqueur du championnat d'Océanie avec l'équipe des Fidji de rugby à sept.
- 2021 :  Médaille d'or aux Jeux olympiques 2020 à Tokyo avec l'équipe des Fidji de rugby à sept.